# Хронологија открића хемијских елемената
Откриће хемијских елемената, свих 118 који су спознати до данас, овде је представљено хронолошким редом.
У чланку је дато следеће:
1. периодни систем у формату са 18 колона, кодиран бојом према периоду/ери открића;
2. табела [не]евидентираних открића, са елементима поређаним према датуму кад су први пут дефинисани као чисти (пошто тачан датум открића већине елемената не може тачно да се дефинише):

| - атомски број елемента (Z), - име елемента, | - година прве употребе или посматрања, - година првог узорка или изолације, | - име онога ко је открио елемент, - напомене везано за откриће; |

1. графички приказ броја до сада откривених елемената у зависности од времена.

## Периодни систем
| Периодни систем према ери открића | Периодни систем према ери открића                | Периодни систем према ери открића       | Периодни систем према ери открића | Периодни систем према ери открића                              | Периодни систем према ери открића                                                                          | Периодни систем према ери открића | Периодни систем према ери открића | Периодни систем према ери открића | Периодни систем према ери открића | Периодни систем према ери открића | Периодни систем према ери открића | Периодни систем према ери открића | Периодни систем према ери открића | Периодни систем према ери открића | Периодни систем према ери открића | Периодни систем према ери открића | Периодни систем према ери открића | Периодни систем према ери открића | Периодни систем према ери открића |
| | 1                                                | 2                                       | 3 |                                                                | 4 | 5                                 | 6                                 | 7                                 | 8                                 | 9                                 | 10                                | 11                                | 12                                | 13                                | 14                                | 15                                | 16                                | 17                                | 18                                |
| Група → | Група →                                          | Група →                                 | |                                                                | |                                   |                                   |                                   |                                   |                                   |                                   |                                   |                                   |                                   |                                   |                                   |                                   |                                   |                                   |
| ↓ Периода | ↓ Периода                                        | ↓ Периода                               | |                                                                | |                                   |                                   |                                   |                                   |                                   |                                   |                                   |                                   |                                   |                                   |                                   |                                   |                                   |                                   |
| --- | ------------------------------------------------ | --------------------------------------- | --- | -------------------------------------------------------------- | --- | --------------------------------- | --------------------------------- | --------------------------------- | --------------------------------- | --------------------------------- | --------------------------------- | --------------------------------- | --------------------------------- | --------------------------------- | --------------------------------- | --------------------------------- | --------------------------------- | --------------------------------- | --------------------------------- |
| 1 | 1 H                                              |                                         | |                                                                | |                                   |                                   |                                   |                                   |                                   |                                   |                                   |                                   |                                   |                                   |                                   |                                   |                                   | 2 He                              |
| 2 | 3 Li                                             | 4 Be                                    | |                                                                | |                                   |                                   |                                   |                                   |                                   |                                   |                                   |                                   | 5 B                               | 6 C                               | 7 N                               | 8 O                               | 9 F                               | 10 Ne                             |
| 3 | 11 Na                                            | 12 Mg                                   | |                                                                | |                                   |                                   |                                   |                                   |                                   |                                   |                                   |                                   | 13 Al                             | 14 Si                             | 15 P                              | 16 S                              | 17 Cl                             | 18 Ar                             |
| 4 | 19 K                                             | 20 Ca                                   | 21 Sc |                                                                | 22 Ti | 23 V                              | 24 Cr                             | 25 Mn                             | 26 Fe                             | 27 Co                             | 28 Ni                             | 29 Cu                             | 30 Zn                             | 31 Ga                             | 32 Ge                             | 33 As                             | 34 Se                             | 35 Br                             | 36 Kr                             |
| 5 | 37 Rb                                            | 38 Sr                                   | 39 Y |                                                                | 40 Zr | 41 Nb                             | 42 Mo                             | 43 Tc                             | 44 Ru                             | 45 Rh                             | 46 Pd                             | 47 Ag                             | 48 Cd                             | 49 In                             | 50 Sn                             | 51 Sb                             | 52 Te                             | 53 I                              | 54 Xe                             |
| 6 | 55 Cs                                            | 56 Ba                                   | 57 La | * ×1                                                           | 72 Hf | 73 Ta                             | 74 W                              | 75 Re                             | 76 Os                             | 77 Ir                             | 78 Pt                             | 79 Au                             | 80 Hg                             | 81 Tl                             | 82 Pb                             | 83 Bi                             | 84 Po                             | 85 At                             | 86 Rn                             |
| 7 | 87 Fr                                            | 88 Ra                                   | 89 Ac | * ×1                                                           | 104 Rf | 105 Db                            | 106 Sg                            | 107 Bh                            | 108 Hs                            | 109 Mt                            | 110 Ds                            | 111 Rg                            | 112 Cn                            | 113 Nh                            | 114 Fl                            | 115 Mc                            | 116 Lv                            | 117 Ts                            | 118 Og                            |
| |                                                  |                                         | |                                                                | |                                   |                                   |                                   |                                   |                                   |                                   |                                   |                                   |                                   |                                   |                                   |                                   |                                   |                                   |
| * ×1 | * ×1                                             | * ×1                                    | * ×1 | * ×1                                                           | 58 Ce | 59 Pr                             | 60 Nd                             | 61 Pm                             | 62 Sm                             | 63 Eu                             | 64 Gd                             | 65 Tb                             | 66 Dy                             | 67 Ho                             | 68 Er                             | 69 Tm                             | 70 Yb                             | 71 Lu                             |                                   |
| * ×1 | * ×1                                             | * ×1                                    | * ×1 | * ×1                                                           | 90 Th | 91 Pa                             | 92 U                              | 93 Np                             | 94 Pu                             | 95 Am                             | 96 Cm                             | 97 Bk                             | 98 Cf                             | 99 Es                             | 100 Fm                            | 101 Md                            | 102 No                            | 103 Lr                            |                                   |
| |                                                  |                                         | |                                                                | |                                   |                                   |                                   |                                   |                                   |                                   |                                   |                                   |                                   |                                   |                                   |                                   |                                   |                                   |
| \| Боја позадине показује доба открића: \| \| \| \| \| \| \| \| Антика — средњи век \| Средњи век — 1799. \| 1800—1849. \| 1850—1899. \| 1900—1949. \| 1950—1999. \| 2000— \| \| (12 елемената) Антика до средњег века: незабележена открића сежу и до средњег века \| (22 елемента) Открића током доба просветитељства \| (25 елемената) Научна и инд. револуција \| (24 елемента) Доба класификације елемената; примена техника анализе спектра: Буабодран, Бунзен, Крукс, Кирхоф и други у „лову на трагове линије спектра” \| (14 елемената) Развој старе квантне теорије и квантне механике \| (16 елемената) После Пројекта Менхетн; синтетисање атомских бројева >= 98 (сударачи, технике бомбардовања) \| (5 елемената) Недавна синтетисања \| 1 (црвена) = гасовито 3 (црна) = чврсто 80 (зелена) = течно 109 (сива) = непознато Боја атомског броја показује агрегатно стање (на 0 ° и 1 ) Примордијални Од распада Синтетички Руб показује налажење елемента у природи |                                                  |                                         | |                                                                | |                                   |                                   |                                   |                                   |                                   |                                   |                                   |                                   |                                   |                                   |                                   |                                   |                                   |                                   |
| Боја позадине показује доба открића: |                                                  |                                         | |                                                                | |                                   |                                   |                                   |                                   |                                   |                                   |                                   |                                   |                                   |                                   |                                   |                                   |                                   |                                   |
| Антика — средњи век | Средњи век — 1799.                               | 1800—1849.                              | 1850—1899. | 1900—1949.                                                     | 1950—1999.                                                                                                 | 2000—                             |                                   |                                   |                                   |                                   |                                   |                                   |                                   |                                   |                                   |                                   |                                   |                                   |                                   |
| (12 елемената) Антика до средњег века: незабележена открића сежу и до средњег века | (22 елемента) Открића током доба просветитељства | (25 елемената) Научна и инд. револуција | (24 елемента) Доба класификације елемената; примена техника анализе спектра: Буабодран, Бунзен, Крукс, Кирхоф и други у „лову на трагове линије спектра” | (14 елемената) Развој старе квантне теорије и квантне механике | (16 елемената) После Пројекта Менхетн; синтетисање атомских бројева >= 98 (сударачи, технике бомбардовања) | (5 елемената) Недавна синтетисања |                                   |                                   |                                   |                                   |                                   |                                   |                                   |                                   |                                   |                                   |                                   |                                   |                                   |

## Неевидентирана открића
| Z  | Име елемента | Најранија употреба | Најстарији узорак  | Место узорка          | Проналазач(и)                      | Напомене |
| -- | ------------ | ------------------ | ------------------ | --------------------- | ---------------------------------- | --- |
| 29 | Бакар        | 9000. п. н. е.     | 6000. п. н. е.     | Анадолија             | Азијати Средњег истока             | Бакар је вероватно први кован, рађен и коришћен метал од људи. Оригинално је добијен као изворни метал, а касније топљењем руде. Најраније процене открића бакра упућују на око 9000. п. н. е. и Средњи исток. Ово је био један од најважнијих материјала за људе кроз халколит (бакарно доба) и бронзано доба. Бакарне перлице које датирају из 6000. п. н. е. пронађене су у Чатал Хојуку (Анадолија), а археолочко налазиште Беловоде на планини Рудник у Србији садржи на свету најстарије сигурно датиране доказе топљења бакра — из 5000. п. н. е. |
| 82 | Олово        | 7000. п. н. е.     | 3800. п. н. е.     | Абидос (Египат)       | Африканци                          | Верује се да је топљење олова почело најмање пре 9.000 година, а најстарији оловни артефакт је стауета пронађена у Озирисовом храму на локалитету Абидос — датира из око 3800. п. н. е. |
| 79 | Злато        | пре 6000. п. н. е. | око 4400. п. н. е. | Варнанска некропола   | Бугари                             | Најстарије златно благо на свету, које датира из 4600—4200. п. н. е., откривено је на гробном локалитету Варнанске некрополе. |
| 47 | Сребро       | пре 5000. п. н. е. | око 4000. п. н. е. | Мала Азија            |                                    | Процењује се да је пронађено недуго након открића бакра и злата. |
| 26 | Гвожђе       | пре 5000. п. н. е. | 4000. п. н. е.     | Египат                | непознато; в. гвожђева металургија | Постоји доказ да је гвожђе било познато пре 5000. п. н. е. Најстарији познати гвоздени предмети које су људи користили су неке перлице метеорског гвожђа, које потиче из Египта — из око 4000. п. н. е. Откриће топљења око 3000. п. н. е. довело је до почетка гвозденог доба — око 1200. п. н. е.; истиче се употреба гвожђа за алате/оруђа и оружја. |
| 6  | Угљеник      | 3750. п. н. е.     |                    |                       | Египћани и Сумерци                 | Најранија позната употреба угљена за редукцију бакарне, цинчане и оловне руде при производњи бронзе забележена је код старих Египћана и Сумераца. Дијаманти су вероватно већ били познати отприлике 2500. п. н. е. Прве праве хемијске анализе су направљене у 18. веку, а 1789. угљеник се од стране Антоана Лавоазје нашао квалификован као елемент. |
| 50 | Калај        | 3500. п. н. е.     | 2000. п. н. е.     |                       | непознато; в. Калај#Историја       | Прво је топљен у комбинацији са бакром — око 3500. п. н. е., да би се добила бронза (и тако отпочињало бронзано доба тамо где др гвоздено доба није директно наметало неолиту каменог доба). Најстарији артефакти датирају из око 2000. п. н. е. |
| 16 | Сумпор       | пре 2000. п. н. е. |                    |                       | Кинези/Индијци                     | Први пут је коришћен пре најмање 4.000 година. Као елемент га је 1777. препознао Антоан Лавоазје. |
| 80 | Жива         | пре 2000. п. н. е. | 1500. п. н. е.     | Египат                | Кинези/Индијци                     | Већ је била позната древним Кинезима и Индијцима 2000. п. н. е., а пронађена је у египћанским гробницама које датирају из 1500. п. н. е. |
| 30 | Цинк         | пре 1000. п. н. е. | 1000. п. н. е.     | Индијски потконтинент | индијски металурзи                 | Добијен као метал још у антици (пре 1000. п. н. е.), а пронашли су га индијски металурзи с тим да права природа овог метала није била знана у древна времена. Идентификује га као засебан метал средњовековни индијски алхемијски рад односно металург Расаратна Самучаја — године 800, као и алхемичар Парацелзус — године 1526. Изоловао га је Андреас Зигизмунд Маргграф — године 1746. |
| 33 | Арсен        | око 800.           |                    |                       |                                    | Први га је изоловао Џабир ибн Хајан, арапски алхемичар. Алберт Велики је био први Европејац који је изоловао елемент. |
| 51 | Антимон      | око 800.           |                    |                       |                                    | Први га је изоловао Џабир ибн Хајан, арапски алхемичар. Василије Валентин је био први Европејац који је изоловао елемент. |

## Евидентирана открића
| Z     | Име елемента              | Посматрање или предвиђање | Посматрање или предвиђање                                                                | Изоловање (широко познат[о])                                                              | Изоловање (широко познат[о])                                 | Напомене |
| Z     | Име елемента              | Г                         | Проналазач(и)                                                                            | Г                                                                                         | Проналазач(и)                                                | Напомене |
| ----- | ------------------------- | ------------------------- | ---------------------------------------------------------------------------------------- | ----------------------------------------------------------------------------------------- | ------------------------------------------------------------ | --- |
| 15    | Фосфор                    | 1669.                     | Х. Бранд                                                                                 | 1669.                                                                                     | Х. Бранд                                                     | Припремљен из урина, први елемент који је хемијски откривен. |
| 27    | Кобалт                    | 1735.                     | Ј. Брант                                                                                 | 1735.                                                                                     | Ј. Брант                                                     | Доказано је да је плавичаста боја стакла због нове врсте метала а не бизмута како се претходно мислило. |
| 78    | Платина                   | 1748.                     | А. де Улоа                                                                               |                                                                                           |                                                              | Први опис метала пронађеног у јужноамеричком злату дао је 1557. године Јулије Цезар Скалигер. Улоа је објавио своје проналаске 1748, али сер Чарлс Вуд је такође истраживао метал 1741. године. Прва референца као према новом металу била је од Вилијама Браунрига године 1750. |
| 28    | Никл                      | 1751.                     | Ф. Кронстет                                                                              | 1751.                                                                                     | Ф. Кронстет                                                  | Пронађен је покушајима да се екстрахује бакар из минерала познатог као ’лажни бакар’ (данас познат као николит). |
| 83    | Бизмут                    | 1753.                     | К. Жофроа                                                                                |                                                                                           |                                                              | Дефинитивно је да га је идентификовао Клод Франсоа Жофроа 1753. године. |
| 12    | Магнезијум                | 1755.                     | Џ. Блек                                                                                  | 1808.                                                                                     | Х. Дејви                                                     | Блек је уочио како магнезија алба (MgO) није живи креч (CaO). Дејви је изоловао метал електрохемијски из магнезије. |
| 1     | Водоник                   | 1766.                     | Х. Кевендиш                                                                              | 1500.                                                                                     | Парацелзус                                                   | Кевендиш је био први који је разликовао H 2 од осталих гасова, али Парацелзус је око 1500. — као и Роберт Бојл и Џозеф Пристли — посматрао његову производњу реакцијом јаких киселина с металима. Лавоазје га је именовао 1793. године. |
| 8     | Кисеоник                  | 1771.                     | В. Шеле                                                                                  | 1771.                                                                                     | В. Шеле                                                      | Добијен је грејањем жива(II)-оксида и нитрата године 1771, али проналасци нису објављени све до 1777. године. Џозеф Пристли је такође припремио овај нови ваздух до 1774. године, али само га је Лавоазје препознао га прави елемент; именовао га је 1777. године. |
| 7     | Азот                      | 1772.                     | Д. Радерфорд                                                                             | 1772.                                                                                     | Д. Радерфорд                                                 | Елемент је откривен за време студија Данијела Радерфорда на Универзитету у Единбургу. Он је показао да ваздух у којем су животиње дисале, чак и после уклањања издахнутог угљен-диоксида, више не може да омогући свећи да гори. Карл Вилхелм Шеле, Хенри Кевендиш и Џозеф Пристли такође су проучавали елемент отприлике у исто време, а Лавоазје га је именовао 1775/76. године. |
| 56    | Баријум                   | 1772.                     | В. Шеле                                                                                  | 1808.                                                                                     | Х. Дејви                                                     | Шеле је издвојио ’нову земљу’ (BaO) у пиролуситу, а Дејви је метал изоловао електролизом. |
| 17    | Хлор                      | 1774.                     | В. Шеле                                                                                  | 1774.                                                                                     | В. Шеле                                                      | Добијен је хидрохлоричном киселином, али се сматрало да је оксид. Тек га је 1808. године Хамфри Дејви препознао као елемент. |
| 25    | Манган                    | 1774.                     | В. Шеле                                                                                  | 1774.                                                                                     | Г. Ган                                                       | Издвојен је пиролусит као креч новог метала. Игнацијус Готфрид Кајм такође је открио нови метал 1770, као што је и Шеле 1774. године. Изолован је редукцијом манган-диоксида са угљеником. |
| 42    | Молибден                  | 1778.                     | В. Шеле                                                                                  | 1781.                                                                                     | Ј. Јелм                                                      | Шеле је препознао метал као конституент молибдене. |
| 74    | Волфрам                   | 1781.                     | В. Шеле                                                                                  | 1783.                                                                                     | Х. и Ф. Елујар                                               | Шеле је добио из шелита оксид новог елемента. Елујари су добили волфрамичну киселину из волфрамита те је редуковао угљеном. |
| 52    | Телур                     | 1782.                     | Ф.-Ј. М. фон Рајхенштајн                                                                 | 1795.                                                                                     | Х. Клапрот                                                   | Милер га је посмаптрао га нечистоћу у златној руди из Трансилваније. |
| 38    | Стронцијум                | 1787.                     | В. Крукшанк                                                                              | 1808.                                                                                     | Х. Дејви                                                     | Крукшанк и Адер Крофорд су 1790. године закључили да стронцијанит садржи нови земни метал. На крају је изолован електрохемијски, од Хамфрија Дејвија 1808. године. |
|       |                           | 1789.                     | А. Лавоазје                                                                              |                                                                                           |                                                              | Лавоазје је направио први модерни списак елемената — њих 33, укључујући лаке, топле, неекстраховане ’радикале’ и неке оксиде. Он је такође редефинисао термин [хемијски] елемент; док то није било урађено, ниједан метал осим живе није се сматрао елементом. |
| 40.   | Цирконијум                | 1789.                     | Х. Клапрот                                                                               | 1824.                                                                                     | Ј. Берцелијус                                                | Клапрот је идентификовао нови елемент у цирконији. |
| 92    | Уранијум                  | 1789.                     | Х. Клапрот                                                                               | 1841.                                                                                     | Е.-М. Пелиго                                                 | Клапрот је грешком идентификовао уранијум-оксид добијен из уранинита као сам елемент и именовао га по недавно откривеној планети Урану. |
| 22    | Титанијум                 | 1791.                     | В. Грегор                                                                                | 1825.                                                                                     | Ј. Берцелијус                                                | Грегор је пронашао оксид новог метала у илмениту; Мартин Хајнрих Клапрот је независно открио елемент у рутилу и именовао га. Чиста метална форма је тек добијена 1910. од Метјуа А. Хантера. |
| 39    | Итријум                   | 1794.                     | Ј. Гадолин                                                                               | 1842.                                                                                     | Г. Мосандер                                                  | Откривен је у гадолиниту, а Мосандер је касније показао да његова руда итрија садржи више елемената. |
| 24    | Хром                      | 1797.                     | Н. Воклен                                                                                | 1798.                                                                                     | Н. Воклен                                                    | Луј Никола Воклен је открио триоксид у руди крокоит, а касније је изоловао метал загревањем оксида у пећи на угаљ. |
| 4     | Берилијум                 | 1798.                     | Н. Воклен                                                                                | 1828.                                                                                     | Ф. Велер и А. Биси                                           | Воклен је открио оксид у берилу и емералду, а Клапрот је сугерисао данашње име око 1808. године. |
| 23    | Ванадијум                 | 1801.                     | М. дел Рио                                                                               | 1830.                                                                                     | Н. Г. Сефстрем                                               | Рио је открио метал у ванадиниту, али је повукао тврдњу након што је оспорио Иполит-Виктор Коле-Декотил. Сефстрем га је изоловао и именовао, а касније се заправо показало да је Рио био у праву. |
| 41    | Ниобијум                  | 1801.                     | Ч. Хечет                                                                                 | 1864.                                                                                     | В. Бломстранд                                                | Хечет је открио елемент у руди колумбит и именовао га колумбијум. Хајнрих Розе је доказао 1844. године да је елемент различит од тантала и прекрстио га ниобијум, што је било званично прихваћено 1949. године. |
| 73    | Тантал                    | 1802.                     | Г. Екеберг                                                                               |                                                                                           |                                                              | Андерс Густав Екеберг је открио други елемент у минералима сличним колумбиту, а 1844. године Розе је доказао да је различит од ниобијума. |
| 46    | Паладијум                 | 1803.                     | Х. Воластон                                                                              | 1803.                                                                                     | Х. Воластон                                                  | Вилијам Хајд Воластон га је открио у узорцима платине из Јужне Америке, али није одмах хтео да објави своје резултате. Намеравао је да га назове по новооткривеном астероиду Церери, али док је он објавио своје резултате 1804. године церијум је већ узео своје име. Воластон га је назвао по скорије откривеном астероиду Паласу. |
| 58    | Церијум                   | 1803.                     | Х. Клапрот, Ј. Берцелијус и В. Хизингер                                                  | 1838.                                                                                     | Г. Мосандер                                                  | Берцелијус и Хизингер су открили елемент у церији, а назвали су га по новооткривеном астероиду Цересу (који се тада сматрао планетом). Клапрот га је открио истовремено и независно у неким узорцима тантала. Мосандер је касније доказао да узорци све три истраживача имају најмање други елемент у себи, лантан. |
| 76    | Осмијум                   | 1803.                     | С. Тенант                                                                                | 1803.                                                                                     | С. Тенант                                                    | Тенант је радио на узорцима јужноамеричке платине, паралелно са Воластоном; открио је два нова елемента, а назвао их је осмијум и иридијум. |
| 77    | Иридијум                  | 1803.                     | С. Тенант                                                                                | 1803.                                                                                     | С. Тенант                                                    | Тенант је радио на узорцима јужноамеричке платине, паралелно са Воластоном; открио је два нова елемента, а назвао их је осмијум и иридијум. Резултате за иридијум је објавио 1804. године. |
| 45    | Родијум                   | 1804.                     | Х. Воластон                                                                              | 1804.                                                                                     | Х. Воластон                                                  | Воластон га је открио и изоловао из узорака сирове платине из Јужне Америке. |
| 19    | Калијум                   | 1807.                     | Х. Дејви                                                                                 | 1807.                                                                                     | Х. Дејви                                                     | Дејви га је открио користећу електролизу на поташу. |
| 11    | Натријум                  | 1807.                     | Х. Дејви                                                                                 | 1807.                                                                                     | Х. Дејви                                                     | Андреас Зигизмунд Маргграф је препознао разлику између соде и поташа године 1758. Дејви је открио натријум неколико дана након калијума, користећи електролизу на натријум-хидроксиду. |
| 20    | Калцијум                  | 1808.                     | Х. Дејви                                                                                 | 1808.                                                                                     | Х. Дејви                                                     | Дејви је октрио метал електролизом живог креча. |
| 5     | Бор                       | 1808.                     | Л. Ге-Лисак и Л. Ж. Тенар                                                                | 1808.                                                                                     | Х. Дејви                                                     | Радикални борасик се налази на списку елемената у Лавоазјеовом Елементарном споразуму за хемију из 1789. године. Дана 21. јуна 1808. године, Лисак и Тенар су објавили нови елемент у седативној соли; Дејви је 30. јуна објавио изолацију нове супстанце из борне киселине. |
| 9     | Флуор                     | 1810.                     | А.-М. Ампер                                                                              | 1886.                                                                                     | А. Моасан                                                    | Радикални флуорик се налази на списку елемената у Лавоазјеовом Елементарном споразуму за хемију из 1789. године, с тим да се такође радикални муријатик јавља уместо хлора. Андре-Мари Ампер је предвидео елемент аналоган хлору а који се може добити из хидрофлуорне киселине, а између 1812. и 1886. многи истраживачи су покушавали да добију овај елемент. На крају га је изоловао Моасан. |
| 53    | Јод                       | 1811.                     | Б. Куртоа                                                                                | 1811.                                                                                     | Б. Куртоа                                                    | Бернар Куртоа га је открио у прашини морске траве. |
| 3     | Литијум                   | 1817.                     | А. Арфведсон                                                                             | 1821.                                                                                     | В. Т. Бранд                                                  | Арфведсон је овај алкални метал открио у петалиту. |
| 48    | Кадмијум                  | 1817.                     | З. Л. Херман, Ф. Штромејер и Ј. К. Х. Ролоф                                              | 1817.                                                                                     | З. Л. Херман, Ф. Штромејер и Ј. К. Х. Ролоф                  | Све тројица су открили непознати метал у узорку цинк-оксида из Шлезије, али име које је Штромејер дао постало је оно прихваћено. |
| 34    | Селен                     | 1817.                     | Ј. Берцелијус и Г. Ган                                                                   | 1817.                                                                                     | Ј. Берцелијус и Г. Ган                                       | Радећи са оловом пронашли су супстанцу за коју су мислили да је телур, али се након даљег истраживања испоставило да је различита. |
| 14    | Силицијум                 | 1823.                     | Ј. Берцелијус                                                                            | 1823.                                                                                     | Ј. Берцелијус                                                | Хамфри Дејви је мислио 1800. да је силицијум једињење, не елемент, а 1808. је предложено данашње име. Године 1811, Луј-Жозеф Тенар је вероватно припремио нечисти силицијум, али Берцелијусу се приписује откриће за добијање чистог елемента 1823. године. |
| 13    | Алуминијум                | 1825.                     | Х. К. Ерстед                                                                             | 1825.                                                                                     | Х. К. Ерстед                                                 | Антоан Лавоазје је предвидео 1787. да је алумина оксид неоткривеног елемента, а 1808. Хамфри Дејви га је покушао раставити. Иако није успео, сугерисао је данашње име. Ханс Кристијан Ерстед је био први који је изоловао метални алуминијум 1825. године. |
| 35    | Бром                      | 1825.                     | Ж. Балар и К. Левиг                                                                      | 1825.                                                                                     | Ж. Балар и К. Левиг                                          | Обојица су открили елемент у јесен 1825. године. Балар је објавио своје резултате наредне године, а Левиг их није објавио све до 1827. године. |
| 90    | Торијум                   | 1829.                     | Ј. Берцелијус                                                                            | 1914.                                                                                     | Д. Лели мл. и Л. Хамбургер                                   | Берцелијус је добио оксид новог земног метала у ториту. |
| 57    | Лантан                    | 1838.                     | Г. Мосандер                                                                              | 1841.                                                                                     | Г. Мосандер                                                  | Мосандер је открио нови елемент у узорцима церије и објавио резултате 1842. године, али је касније показао да је ова лантана садржавала још четири елемента. |
| 68    | Ербијум                   | 1842.                     | Г. Мосандер                                                                              | 1879.                                                                                     | Т. Клеве                                                     | Мосандеру је пошло за руком да разложи стару итрију у праву итрију и ербију, а касније и тербију. |
| 65    | Тербијум                  | 1842.                     | Г. Мосандер                                                                              | 1886.                                                                                     | Ж. Ш. Г. де Марињак                                          | Године 1842, Мосандер је разложио итрију у још два земна метала, ербију и тербију. |
| 44    | Рутенијум                 | 1844.                     | К. Клаус                                                                                 | 1844.                                                                                     | К. Клаус                                                     | Готфрид Вилхелм Озан је мислио да је пронашао три нова метала у узорцима руске платине, а 1844. Карл Карлович Клаус је потврдио да постоји нови елемент. |
| 55    | Цезијум                   | 1860.                     | Р. Бунзен и Г. Р. Кирхоф                                                                 | 1882.                                                                                     | К. Зетерберг                                                 | Бунзен и Кирхоф су били први који су сугерисали о проналаску нових елемената анализом спектра. Открили су цезијум помоћу његове две емисионе линије у узорку диркхајске минералне воде. Чисти метал је на крају изоловао Зетерберг 1882. године. |
| 37    | Рубидијум                 | 1861.                     | Р. Бунзен и Г. Р. Кирхоф                                                                 |                                                                                           | Ђ. де Хевеш                                                  | Бунзен и Кирхоф су га открили само неколико месеци после цезијума, посматрајући нове спектралне линије у минералу лепидолиту. Бунзен никад није дошао до чистог узорка метала, што је касније учинио Хевеш. |
| 81    | Талијум                   | 1861.                     | В. Крукс                                                                                 | 1862.                                                                                     | К.-О. Лами                                                   | Недуго после отркића рубидијума, Крукс је нашао нову зелену линију у узорку селена; касније исте године, Лами је открио да је елемент метални. |
| 49    | Индијум                   | 1863.                     | Ф. Рајх и Т. Рихтер                                                                      | 1867.                                                                                     | Т. Рихтер                                                    | Рајх и Рихтер су га први идентификовали у сфалериту његовом индиго-плавом спректроскопском емисионом линијом. Рухтер је метал изоловао неколико година после. |
| 2     | Хелијум                   | 1868.                     | П. Жансен и Н. Локјер                                                                    | 1895.                                                                                     | В. Ремзи, Т. Клеве и Н. Ланглет                              | Жансен и Локјер су посматрали незавнисно жуте линије у соларном спектру које се нису поклапале ни са једним другим елементом. Након неколико година, Ремзи, Клеве и Ланглет су посматрали независно елемент који гради клевеит (отприлике у исто време). |
|       |                           | 1869.                     | Д. И. Мендељејев                                                                         |                                                                                           |                                                              | Мендељејев распоређује 64 елемента позната у то време у први модерни периодни систем и тачно предвиђа још неколико. |
| 31    | Галијум                   | 1875.                     | П.-Е. Л. де Боабодран                                                                    |                                                                                           | П.-Е. Л. де Боабодран                                        | Пол-Емил Лекок де Боабодран је посматрао на пиренском блендном узорку неколико емисионих линија које су одговарале ека-алуминијуму који је Мендељејев предвидео 1871. године; накнадно је изоловао елемент електролизом. |
| 70    | Итербијум                 | 1878.                     | Ж. Ш. Г. де Марињак                                                                      | 1906.                                                                                     | К. А. фон Велсбах                                            | Дана 22. октобра 1878. године, Жан Шарл Галисар де Марињак је објавио раздвајање тербије у два нова земна метала, праву тербију и итербију. |
| 67    | Холмијум                  | 1878.                     | Ж.-Л. Соре                                                                               | 1879.                                                                                     | Т. Клеве                                                     | Соре га је открио у самарскиту; касније је Пер Теодор Клеве разложио Марињакову ербију и праву ербију и два нова елемента, тулијум и холмијум. |
| 69    | Тулијум                   | 1879.                     | Т. Клеве                                                                                 | 1879.                                                                                     | Т. Клеве                                                     | Клеве је разложио Марињакову ербију у праву ербију и два нова елемента, тулијум и холмијум. |
| 21    | Скандијум                 | 1879.                     | Ф. Нилсон                                                                                | 1879.                                                                                     | Ф. Нилсон                                                    | Нилсон је раздвојио Марињакову итербију у праву итербију и нови елемент који се поклапао са 1871. године предсвиђеним Мендељејевљевим ека-бором. |
| 62    | Самаријум                 | 1879.                     | П.-Е. Л. де Боабодран                                                                    | 1879.                                                                                     | П.-Е. Л. де Боабодран                                        | Де Боабодран је нашао нови земни метал у самарскиту и именовао га самарија по минералу. |
| 64    | Гадолинијум               | 1880.                     | Ж. Ш. Г. де Марињак                                                                      | 1886.                                                                                     | П.-Е. Л. де Боабодран                                        | Марињак је првобитно посматрао нови земни метал у тербији, а касније је Боабодран добио чисти узорак из самарскита. |
| 59    | Празеодијум               | 1885.                     | К. А. фон Велсбах                                                                        |                                                                                           |                                                              | Фон Велсбах је открио два нова различита елемента у Мосандеровој дидимији, празеодијум и неодијум. |
| 60    | Неодијум                  | 1885.                     | К. А. фон Велсбах                                                                        |                                                                                           |                                                              | Фон Велсбах је открио два нова различита елемента у Мосандеровој дидимији, празеодијум и неодијум. |
| 32    | Германијум                | 1886.                     | К. А. Винклер                                                                            |                                                                                           |                                                              | У фебруару 1886. године, Винклер је пронашао у аргиродиту ека-силицијум који је Мендељејев предвидео 1871. године. |
| 66    | Диспрозијум               | 1886.                     | П.-Е. Л. де Боабодран                                                                    |                                                                                           |                                                              | Де Боабодран је открио нови земни метал у ербији. |
| 18    | Аргон                     | 1894.                     | Џ. Страт и В. Ремзи                                                                      | 1894.                                                                                     | Џ. Страт и В. Ремзи                                          | Открили су гас упоређујући молекуларне тежине азота припремљеног укапљивањем из ваздуха и азота припремљеног хемијским средствима. Ово је први племенити гас који је изолован. |
| 63    | Европијум                 | 1896.                     | Е.-А. Демарсе                                                                            | 1901.                                                                                     | Е.-А. Демарсе                                                | Демарсе је пронашао спектралне линије новог елемента у Лекоковом самаријуму, а разложио је овај елемент неколико година касније. |
| 36    | Криптон                   | 1898.                     | В. Ремзи и В. Траверс                                                                    | 1898.                                                                                     | В. Ремзи и В. Траверс                                        | Дана 30. маја 1898. године, Ремзи је разложио племенити гас из течног аргона разликом у тачки кључања. |
| 10    | Неон                      | 1898.                     | В. Ремзи и В. Траверс                                                                    | 1898.                                                                                     | В. Ремзи и В. Траверс                                        | У јуну 1898, Ремзи је разложио нови племенити гас из течног аргина разликом у тачки кључања. |
| 54    | Ксенон                    | 1898.                     | В. Ремзи и В. Траверс                                                                    | 1898.                                                                                     | В. Ремзи и В. Траверс                                        | Дана 12. јула 1898. године, Ремзи је разложио трећи племенити гас унутар три седмице, из течног аргона разликом у тачки кључања. |
| 84    | Полонијум                 | 1898.                     | П. и М. Кири                                                                             | 1902.                                                                                     | В. Марквалд                                                  | У експерименту урађеном 13. јула 1898. године, Кирији су забележили повећану радиоактивност у уранијуму добијеном из уранинита, што су објаснили приписавањем непознатом елементу. |
| 88    | Радијум                   | 1898.                     | П. и М. Кири                                                                             | 1902.                                                                                     | М. Кири                                                      | Кирији су 26. децембра 1898. године објавили нови елемент различит од полонијума, који је Марија касније изоловала из уранинита. |
| 86    | Радон                     | 1899.                     | Е. Радерфорд и Р. Б. Овенс                                                               | 1910.                                                                                     | В. Ремзи и Р. Вајтлоу-Греј                                   | Радерфорд и Овенс су открили радиоактивни гас као резултат радиоактивног распада торијума, који су касније изоловали Ремзи и Греј. Године 1900, Фридрих Ернст Дорн је открио дуже трајан изотоп истог гаса преко радиоактивног распада радијума. Пошто је ’радон’ прво коришћен за специфично одређивање Дорновог изотопа пре него што је постао елемент са овим именом, честе се погрешно приписују заслуге за потоње уместо прво поменуто.                                                                                 |
| 89    | Актинијум                 | 1902.                     | Ф. О. Гизел                                                                              | 1902.                                                                                     | Ф. О. Гизел                                                  | Фридрих Оскар Гизел „Фриц” је добио из уранинита супстанцу која је имала својства налик онима лантана, а назвао је еманијум. Андре-Луј Дебјерн је претходно огласио откриће новог елемента актинијума који је наводно сличан титанијуму и торијуму; елементи су грешком идентификовани као идентични и Дебјерново име је изабрано, иако у ретроспективи Дебјернова супстанца није могла да има садржано много стварног елемента 89.                                                                                          |
| 71    | Лутецијум                 | 1906.                     | К. А. фон Велсбах и Ж. Урбен                                                             | 1906.                                                                                     | К. А. фон Велсбах                                            | Фон Велсбах је доказао да је стари итербијум такође садржавао и нови елемент, који је он назвао касиопеијум. Урбен је такође ово доказао истовремено, али његови узорци су били веома нечисти и садржавали су нови елемент само у траговима. Упркос овоме, његово одабрано име лутецијум постало је званично. |
| 75    | Ренијум                   | 1908.                     | М. Огава                                                                                 | 1919.                                                                                     | М. Огава                                                     | Масатака Огава га је пронашао у торијаниту, али га је означио као елемент 43 уместо 75 и именовао нипонијум. Године 1925, Валтер Ноддак, Ида Ева Таке и Ото Берг објавили су разлагање из гадолинита и назвали су резултат именом које елемент данас носи. |
| 91    | Протактинијум             | 1913.                     | О. Х. Геринг К. Фајанс                                                                   | 1927.                                                                                     | А. фон Гросе                                                 | Геринг и Фајанс су дошли до првог изотопа овог елемента који је Мендељејев предвидео 1871. године као чиниоца природног распада 238U. Оригинално је заправо изолован 1900. године од Вилијама Крукса, који нажалост тада није препознао да је у питању био нови елемент. |
| 72    | Хафнијум                  | 1922.                     | Д. Костер и Ђ. де Хевеш                                                                  | 1922.                                                                                     | Д. Костер и Ђ. де Хевеш                                      | Жорж Урбен је тврдио да је пронашао елемент у остацима ретких земних метала, док је га Владимир Вернадски независно пронашао у ортиту. Ниједна тврдња о проналаску није потврђена због избијања Првог светског рата, нити је иједна могла да буде потврђена касније пошто хемија коју су они изложили не одговара оној тренутно познатој за хафнијум. После рата Костер и Де Хевеш су га пронашли путем спектроскопске анализе икс зрачењем у норвешком циркону. Хафнијум је био последњи стабилни елемент који је откривен. |
| 43    | Технецијум                | 1937.                     | К. Перијер и Е. Сегре                                                                    | 1937.                                                                                     | К. Перијер и Е. Сегре                                        | Перијер и Сегре су открили нови елемент у узорку молибдена који је коришћен у циклотрону; први је откривени систетички елемент, мада је касније откривено да се јавља природно у веома малим количинама односно у траговима. Мендељејев га је предвидео 1871. као ека-манган. |
| 87    | Францијум                 | 1939.                     | М. Пере                                                                                  |                                                                                           |                                                              | Маргерит Пере га је открила као продукт распада 227Ac. Францијум је последњи елемент који се може наћи у природи, а остали се морају синтетисати у лабораторији; битно је напоменути да су четири од „синтетичких” елемената који су касније били откривени (плутонијум, нептунијум, астат и прометијум) ипак пронађена у коначници у малим количина у траговима у природи. |
| 85    | Астат                     | 1940.                     | Р. Корсон, Р. Макензи и Е. Сегре                                                         |                                                                                           |                                                              | Добијен је бомбардовањем бизмута са алфа честицама. Касније је откривено да се јавља и природно у веома малим количинама (<25 грама у Земљиној кори). |
| 1940. | Е. Макмилан и Х. Ејбелсон |                           |                                                                                          | Добијен је ирадијацијом уранијума неутронима. Први је откривени трансуранијумски елемент. |                                                              | |
| 94    | Плутонијум                | 1940—1941.                | Г. Т. Сиборг, А. Ч. Вол, Џ. В. Кенеди и Е. М. Макмилан                                   |                                                                                           |                                                              | Припремљен је бомбардовањем уранијума деутеронима (језгра деутеријума). |
| 61    | Прометијум                | 1942.                     | В. Ђен-сјунг, Е. Сегре и Х. Бете                                                         | 1945.                                                                                     | Ч. Д. Корјел, Џ. А. Марински, Л. Е. Гленденин и Х. Г. Рихтер | Вероватно је први пут припремљен 1942. године бомбардовањем неодијума и празеодијума неутронима, али издвајање елемента није било могуће спровести. Изолације је изведена под Пројектом Менхетн године 1945. |
| 96    | Киријум                   | 1944.                     | Г. Т. Сиборг, Р. А. Џејмс и А. Гиорсо                                                    |                                                                                           |                                                              | Припремљен је бомбардовањем плутонијума са алфа честицама током Пројекта Менхетн. |
| 95    | Америцијум                | 1944.                     | Г. Т. Сиборг, Р. А. Џејмс, О. Морган и А. Гиорсо                                         |                                                                                           |                                                              | Припремљен је ирадијацијом плутонијума са неутронима током Пројекта Менхетн. |
| 97    | Берклијум                 | 1949.                     | С. Г. Томпсон, А. Гиорсо и Г. Т. Сиборг (Универзитет Калифорније)                        |                                                                                           |                                                              | Створен је бомбардовањем америцијума алфа честицама. |
| 98    | Калифорнијум              | 1950.                     | С. Г. Томпсон, К. Стрит мл., А. Гиорсо и Г. Т. Сиборг (Универзитет Калифорније)          |                                                                                           |                                                              | Направљен је бомбардовањем киријума алфа честицама. |
| 99    | Ајнштајнијум              | 1952.                     | А. Гиорсо et al. (Лабораторија Аргон, Лабораторија Лос Аламос и Универзитет Калифорније) | 1952.                                                                                     |                                                              | Формиран је у првој термонуклеарној експлозији, новембра 1952, ирадијацијом уранијума са неутронима; било држано у тајности неколико година. |
| 100   | Фермијум                  | 1952.                     | А. Гиорсо et al. (Лабораторија Аргон, Лабораторија Лос Аламос и Универзитет Калифорније) |                                                                                           |                                                              | Формиран је у првој термонуклеарној експлозији, новембра 1952, ирадијацијом уранијума са неутронима; било држано у тајности неколико година. |
| 101   | Мендељевијум              | 1955.                     | А. Гиорсо, Б. Г. Харви, Г. Р. Чопин, С. Џ. Томпсон и Г. Т. Сиборг                        |                                                                                           |                                                              | Припремљен је бомбардовањем ајнштајнијума хелијумом. |
| 103   | Лоренцијум                | 1961.                     | А. Гиорсо, Т. Сикеланд, Е. Ларш и М. Латимер                                             |                                                                                           |                                                              | Први пут је припремљен бомбардовањем калифорнијума са атомима бора. |
| 102   | Нобелијум                 | 1966.                     | Е. Д. Донетс, В. А. Шеголев и В. А. Ермаков                                              |                                                                                           |                                                              | Први пут је припремљен бомбардовањем уранијума са атомима неона. |
| 104   | Радерфордијум             | 1969.                     | А. Гиорсо, М. Нурмија, Џ. Харис, К. Ескола и П. Ескола                                   |                                                                                           |                                                              | Припремљен је бомбардовањем калифорнијума са атомима угљеника. |
| 105   | Дубнијум                  | 1970.                     | А. Гиорсо, М. Нурмија, К. Ескола, Џ. Харис и П. Ескола                                   |                                                                                           |                                                              | Припремљен је бомбардовањем калифорнијума са атомима азота. |
| 106   | Сиборгијум                | 1974.                     | А. Гиорсо, Џ. Нички, Х. Алонсо, К. Алонсо, М. Нурмија, Г. Т. Сиборг, К. Хулет и В. Локид |                                                                                           |                                                              | Припремљен је бомбардовањем калифорнијума са атомима кисеоника. |
| 107   | Боријум                   | 1981.                     | Г. Минценберг et al. (GSI у Дармштату)                                                   |                                                                                           |                                                              | Добијен је бомбардовањем бизмута са хромом. |
| 109   | Мајтнеријум               | 1982.                     | Г. Минценберг, П. Армбрустер et al. (GSI у Дармштату)                                    |                                                                                           |                                                              | Припремљен је бомбардовањем бизмута са атомима гвожђа. |
| 108   | Хасијум                   | 1984.                     | Г. Минценберг, П. Армбрустер et al. (GSI у Дармштату)                                    |                                                                                           |                                                              | Припремљен је бомбардовањем олова са атомима гвожђа. |
| 110   | Дармштатијум              | 1995.                     | З. Хофман et al. (GSI у Дармштату)                                                       |                                                                                           |                                                              | Припремљен је бомбардовањем олова никлом. |
| 111   | Рендгенијум               | 1995.                     | З. Хофман et al. (GSI у Дармштату)                                                       |                                                                                           |                                                              | Припремљен је бомбардовањем бизмута никлом. |
| 112   | Коперницијум              | 1996.                     | З. Хофман et al. (GSI у Дармштату)                                                       |                                                                                           |                                                              | Припремљен је бомбардовањем олова цинком. |
| 113   | Нихонијум                 | 2004.                     | К. Морита et al. (RIKEN у Вакоу)                                                         |                                                                                           |                                                              | Припремљен је бомбардовањем бизмута цинком. |
| 114   | Флеровијум                | 2004.                     | Ј. Оганесјан et al. (JINR у Дубни)                                                       |                                                                                           |                                                              | Припремљен је бомбардовањем плутонијума са калцијумом. |
| 116   | Ливерморијум              | 2004.                     | Ј. Оганесјан et al. (JINR у Дубни)                                                       |                                                                                           |                                                              | Припремљен је бомбардовањем киријума са калцијумом. |
| 118   | Оганесон                  | 2006.                     | Ј. Оганесјан et al. (JINR у Дубни)                                                       |                                                                                           |                                                              | Припремљен је бомбардовањем калифорнијума са калцијумом. |
| 115   | Московијум                | 2010.                     | Ј. Оганесјан et al. (JINR у Дубни)                                                       |                                                                                           |                                                              | Припремљен је алфа распадом тенесина. |
| 117   | Тенесин                   | 2010.                     | Ј. Оганесјан et al. (JINR у Дубни)                                                       |                                                                                           |                                                              | Припремљен је бомбардовањем берклијума са калцијумом. |